# ፀ (ṣ́äppä, letra del alfabeto etíope)
Ṣ́äppä (en amhárico ፀፓ) es la vigésimo cuarta letra del alfabeto etíope, que representa el sonido /ṣ́/.

## Historia
Esta letra (ፀ) proviene del carácter árabe meridional 𐩳, el cual proviene del jeroglífico egipcio V34.
| V34 | Teh | Ṣ́äppä |
| --- | --- | ----- |
| 𓎦   | 𐩳   | ፀ     |

## Uso
El etíope es un alfasilabario donde cada símbolo corresponde a una combinación vocal + consonante, es decir, hay un símbolo básico al cual se añaden símbolos para marcar la vocal. Las modificaciones de la letra ኀ (ḫarm) son las siguientes:
| ṣ́ä [ṣ́ə] | ṣ́u | ṣ́i | ṣ́a | ṣ́e | ṣ́ə [ṣ́ɨ], ∅ | ṣ́o |
| ------- | -- | -- | -- | -- | ---------- | -- |
| ፀ       | ፁ  | ፂ  | ፃ  | ፄ  | ፅ          | ፆ  |